# John V. Tunney
John V. Tunney (New York, 1934. június 26. – Santa Monica, 2018. január 12.) az Amerikai Egyesült Államok szenátora (Kalifornia, 1971–1977).